# Philip Neame
Sir Philip Neame, britanski general, * 1888, † 1978.